# Darren Moss
 (avril 2012).
Pour les articles homonymes, voir Moss.
Darren Moss (né à Wrexham le 24 mai 1981) est un footballeur gallois évoluant au poste de défenseur dans le club gallois de Nantwich Town.
Il est champion du pays de Galles 2010-2011 et a joué une trentaine de matchs en deuxième division anglaise avec Crewe Alexandra.

## Carrière
En janvier 2011, Moss quitte le championnat anglais et signe à Bangor City, alors deuxième de Welsh Premier League avec lequel il finit champion en mai 2011.
Au début de la saison 2011-2012, il signe pour le club de Nantwich Town F.C. qui joue en Northern Premier League.

## Palmarès
Bangor City
- Championnat
  - Vainqueur : 2011.